# Eireann Corrigan
Eireann Patricia Corrigan (* 1977) ist eine US-amerikanische Schriftstellerin. 

## Leben
Corrigan wuchs in New Jersey mit mehreren Geschwistern auf. Sie besuchte das Sarah Lawrence College und studierte an der New York University, wo sie ihren Abschluss Master of Fine Arts in Kreativem Schreiben und Poesie erhielt. Corrigan unterrichtet heute an der Rutgers Preparatory School, einer Privatschule in Somerset. 
Neben ihren Romanen veröffentlichte sie eine Gedichtsammlung, You Remind Me of You: A Poetry Memoir, und das im free verse verfasste Jugendbuch Splintered.
Corrigan ist seit 2007 verheiratet.

## Veröffentlichungen
- You Remind Me of You: A Poetry Memoir
- Splintered
- Ordinary Ghosts (2007)
- Accomplice (Juli 2010)[2] (dt.: Die Komplizin, 2011)
- The Believing Game
- Creep (2019)